# Герб Словаччини
Герб Слова́ччини (словац. Štátny znak Slovenska) — офіційний символ Словацької Республіки, державний герб. У червоному щиті лазурова тригора, на якій стоїть срібний шестиконечний хрест.

## Опис
Подвійний (патріарший) хрест символізує християнський хрест, який використовувався, починаючи з IX століття у Візантії, і був принесений до Словаччини Кирилом і Мефодієм. Три гори символізують Матру, Татру і Фатру, область споконвіку населену словаками. Три гори з'явилися на гербі приблизно в XIII столітті, остаточно були встановлені в XIV столітті, починаючи з 1848 отримали синій колір. На сьогодні на території Словаччини знаходяться тільки Фатра і Татри, а Матра знаходиться на території сучасної Угорщини.
Червоний щит давно був популярний на багатьох геральдичних знаках.

## Історія
Найімовірніше, подвійний хрест на території Нітранського князівства став використовуватися в результаті впливу Візантії, що безупинно зростав. Одним з проявом такого впливу стала місія Святого Кирила і Святого Мефодія. Князі Нітри вінчалися діадемою візантійського типу, на одному із сегментів якої було зображено подвійний хрест у щиті. Правителі Нітри, подібно королям Угорщини, васалами яких вони стали із Х століття, карбували власні монети. У ХІ столітті подвійний хрест з'являється на монетах. Так, монета Короля Бели I, Герцога Нітри (1048–1060), містила зображення хреста. У період перебування при владі угорського короля Бели III (кінець 12 століття), цей символ зображувався на геральдичних щитах, в цій якості вперше ставши гербом Угорського королівства..
З XV століття герб використовувався як знак Верхньої Угорщини, тобто сучасних словацьких земель.
1764 року Марія Терезія заснувала лицарський орден святого Стефана. Його герб використовувався поряд з символікою інших орденів. 1777 році Марія Терезія подарувала спеціальний нагрудний хрест членам зборів каноніків за архієпископа. Резиденція цих зборів у теперішній час знаходиться в місті Трнава (Словацька Республіка), а до юрисдикції архієпископа відноситься тільки територія Словаччини.
Молода словацька нація закінчила своє становлення під час революції 1848—1849 років. Вона обрала своїм гербом старий герб Верхньої Угорщини (тобто Словаччини). В цей же час з'являється триколірний біло-синьо-червоний національний прапор. Три горба на гербі спочатку були золотими або срібними (XIV століття), потім зеленими, а починаючи з 1848 року — синіми, в результаті прийняття білого, синього і червоного національними кольорами. Вперше національний герб з'явився на печатці революційного Словацької Національної Ради. А з 1863 року він стає гербом головної суспільної просвітницької організації Словаччини — Матиці Словацької. Після австро-угорської інтервенції 1867 Словаччина була піддана насильницької асиміляції, і використання національної символіки було заборонене.
Прагнення словаків до національної самореалізації привело їх до союзу з Чехією, який після утворення Чехословаччини в 1918 році був символічно виражений об'єднанням словацького подвійного хреста з чеським символом — левом. Проблема створення нових державних символів постала особливо гостро. Виникло питання, як об'єднати словацький подвійний хрест із чеським левом, а також словацький біло-синьо-червоний прапор з біло-червоним чеським. Після завершення Першої Світової Війни один із символів чехословацької армії, створеної за кордоном (чехословацькі легіони), став дуже відомий і популярний. Він об'єднував в єдине ціле чотири різних національних символи: чеський лев, словацький подвійний хрест, орли Моравії і Сілезії. Національний символ був прийнятий 1920 року.
Під час війни 1939—1945 років був введена традиційна словацька символіка, але в ході антифашистського Словацького Національного Повстання в 1944 році використовувалися як словацькі, так і чехословацькі символи — прапори і герби. Після Другої світової війни використання словацьких символів не віталося, і, нарешті, в 1948 році вони були повністю заборонені комуністичним режимом. У 1960-му ця тема досягла такого ступеня гостроти, що був прийнятий закон, який змінив словацький історичний герб на новостворений, що зображував золоте партизанське багаття на тлі синього силуету гірського піку гори Кривань, як символу Словацького народного повстання. Прийняття цього герба стало незаслуженим приниженням нації.
У 1990 старий герб був повернутий на герб Чехословаччини. З 1992 року встановлений герб Словаччини.

## Гербовий конфлікт
Незабаром після розпаду радянського блоку між Угорщиною та Словаччиною виник невеликий гербовий конфлікт. Приводом для суперечок стало зображення на гербі Словаччини трьох гір — Татри, Фатри і Матри. Історики, нагадували, що печаткою із зображенням трьох гір були скріплені документи Словацької національної ради, створеної у Відні в розпал угорської революції 1848—1849 років. Словаки тоді виступили на боці Австрії проти угорців, що боролися за незалежність. До того ж, угорцям не подобалося, що на гербі зображена гора Матра, яка розташована на території Угорщини. На це словаки зауважили, що на угорському гербі з'явилися аж дві гори, розташовані у Словаччині. Сучасний угорський герб, прийнятий у 1990 році, заснований на старовинному гербі, на якому словацький герб із зображенням трьох гір знаходиться на його правій стороні. Це було символом того, що колись і гори, і вся територія Словаччини, входили до складу Угорщини. Таким чином, на гербі Угорщини виявилися відразу дві словацькі гори — Татра і Фатра. Зрештою обидві країни перестали чіплятися до гербів один одного.

## Галерея

Герб міста Нітри
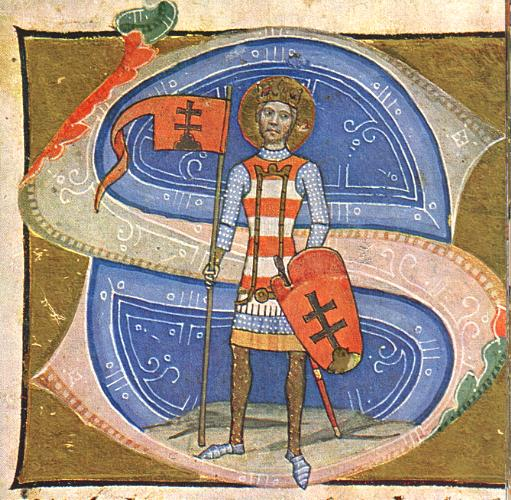
Міфічний герб і прапор Стефана I з Образотворчої хроніки (1360)
Герб Бели III
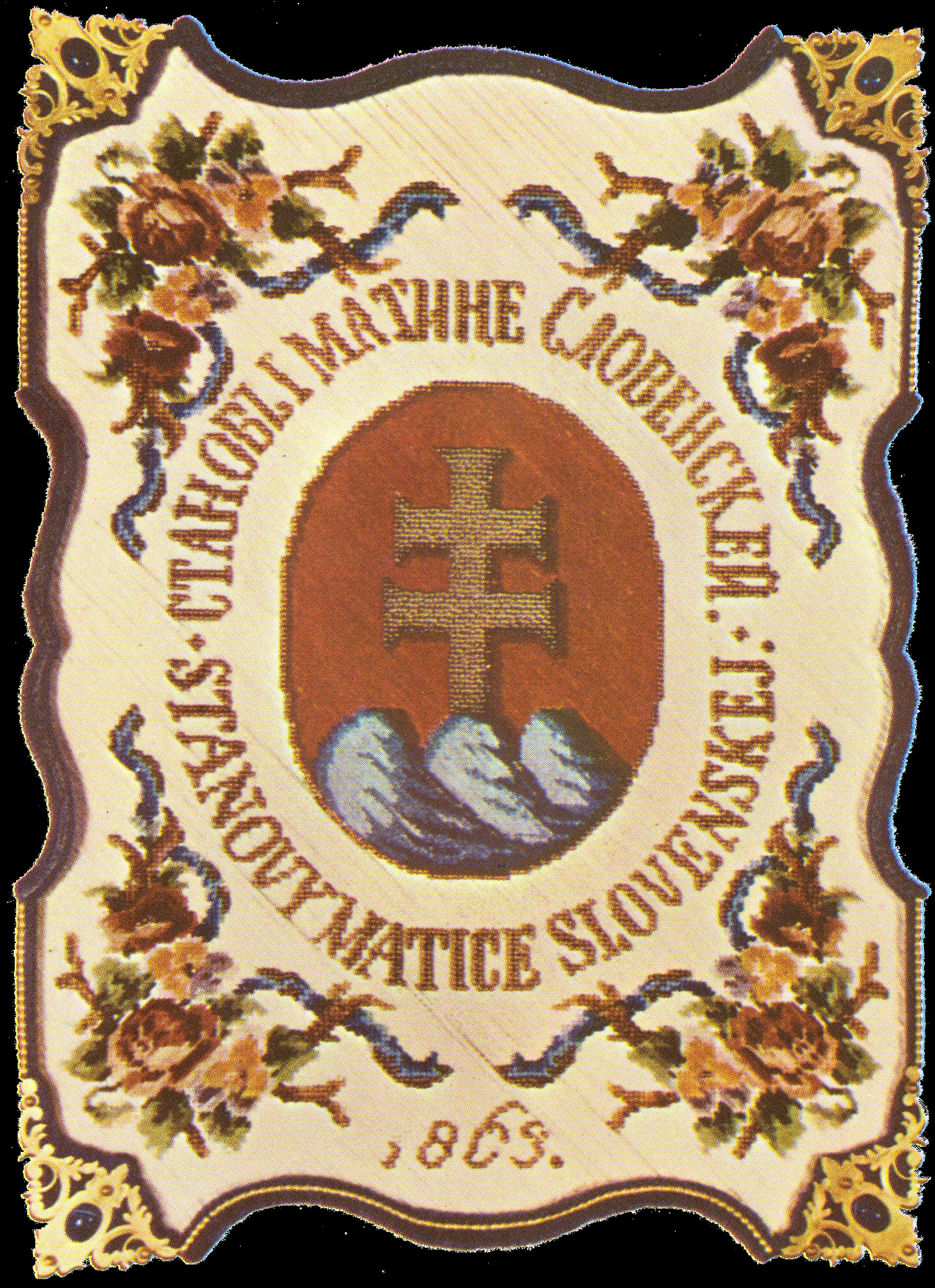
Герб Матиці Словацької
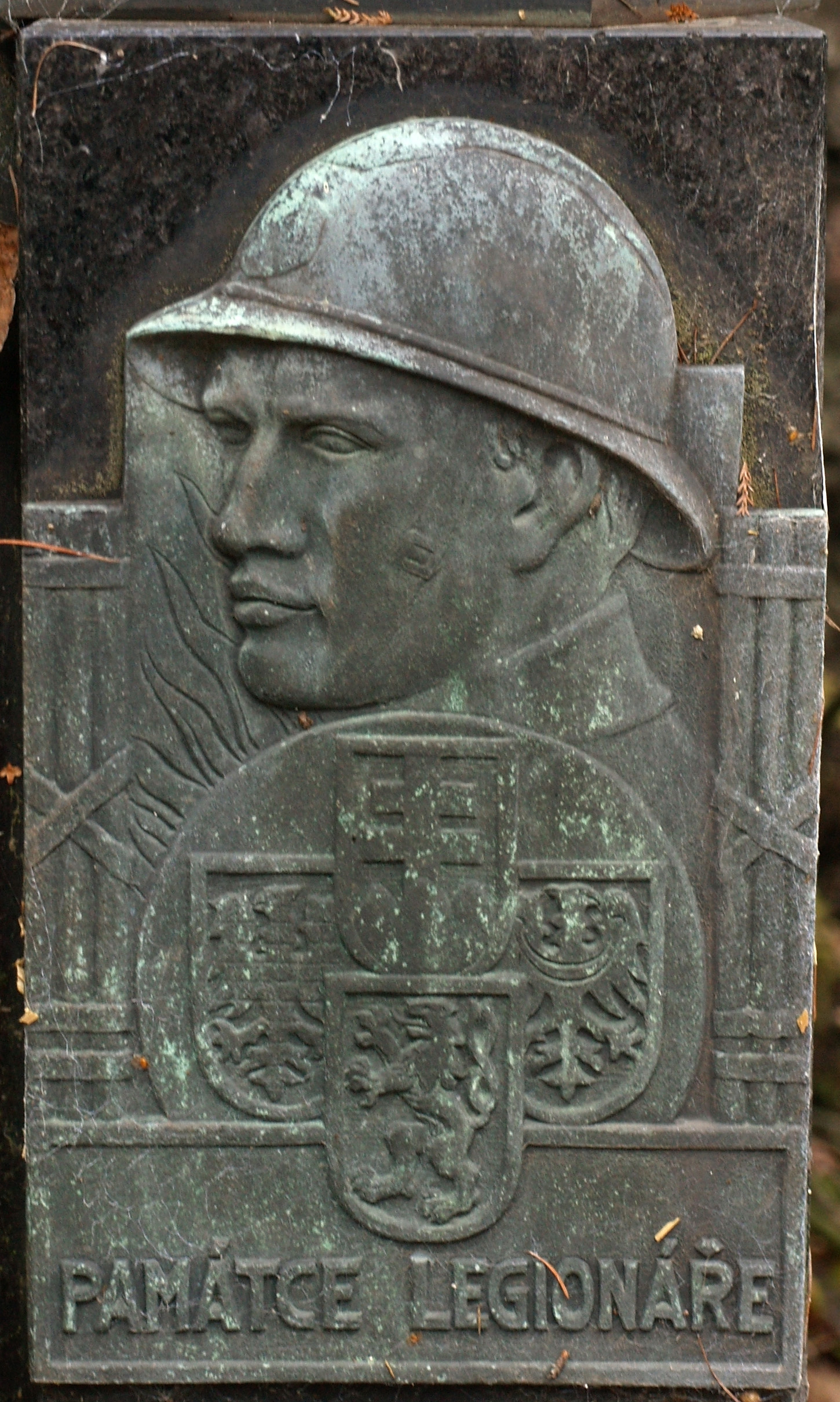
Герб чехословацьких легіонерів часів Першої світової війни на пам'ятному знаці
Герб Словаччини на чехословацькому гербі (1918-1939, 1945-1960)
Герб Словаччини (1939-1945)
Герб Словаччини на чехословацькому гербі (1960-1990)
Герб Словаччини (1960-1990)
Герб Словаччини на чехословацькому гербі (1990-1992)